# Societat Europea de Física
La Societat Europea de Física (o European Physical Society, EPS) és una organització científica internacional sense ànim de lucre amb el propòsit de promoure la física i els físics a Europa per mitjà de conferències, revistes científiques, premis i divulgació. Formalment establerta el 1968, inclou l'afiliació de les societats de física estatals de 42 països i compta amb uns 3200 membres individuals. La Deutsche Physikalische Gesellschaft, l'organització de físics més gran al món, n'és un membre important. Una de les seves activitats principals és l'organització de conferències internacionals (com la Europhysics Conference). La seva revista d'articles curts és EuroPhysics Letters (EPL); i altres publicacions inclouen Europhysics News i l'European Journal of Physics.

## Premis
L'EPS atorga un nombre de premis, incloent-hi el Premi Edison Volta, el EPS Europhysics Prize i el Premi EPS de Física de Altes Energies i Partícules.

## Presidències de l'EPS
- 2015 -        : C. Rossel (Suïssa)
- 2013 - 2015 : John M. Dudley (França)
- 2011 - 2013 : Luisa Cifarelli (Itàlia)
- 2009 - 2011 : M. Kolwas (Polònia)
- 2007 - 2009 : F. Wagner (Alemanya)
- 2005 - 2007 : O. Poulsen (Dinamarca)
- 2003 - 2005 : M.C.E. Huber (Suïssa)
- 2001 - 2003 : M. Ducloy (França)
- 1999 - 2001 : Arnold Wolfendale (Regne Unit)
- 1997 - 1999 : Denis Weaire (Irlanda)
- 1995 - 1997 : Herwig Schopper (Alemanya)
- 1993 - 1995 : N. Kroo (Hongria)
- 1991 - 1993 : Maurice Jacob (Suïssa)
- 1988 - 1991 : R.A. Ricci (Itàlia)
- 1986 - 1988 : W. Buckel (Alemanya)
- 1984 - 1986 : Godfrey Stafford (Regne Unit)
- 1982 - 1984 : Jacques Friedel (França)
- 1980 - 1982 : A.R. Mackintosh (Dinamarca)
- 1978 - 1980 : Antonino Zichichi (Itàlia)
- 1976 - 1978 : I. Ursu (Romania)
- 1972 - 1976 : Hendrik Casimir (Països Baixos)
- 1970 - 1972: Erik Gustav Rydberg (Suècia)
- 1968 - 1970 : G. Bernardini (Itàlia)